# Lobos de la U.A. de C. (baloncesto)
Para el equipo de fútbol americano, véase Lobos de la U.A. de C. (fútbol americano).
Los Lobos de la U.A. de C. fue un equipo que participó en la Liga Nacional de Baloncesto Profesional con sede en Saltillo, Coahuila, México.

## Historia
El equipo Lobos de la U.A. de C., inició en 1996 su participación en el Circuito Mexicano de Básquetbol (CIMEBA) bajo el nombre de Osos de Saltillo, en 1999 el equipo se incorpora a la LNBP, gracias al apoyo de la Universidad Autónoma de Coahuila al equipo, la directiva decide cambiar el nombre del equipo de Osos de Saltillo a Lobos de la U.A. de C.

En este lapso los Lobos alcanzaron dos veces la serie final de la LNBP, tanto en el 2001 como en el 2005 fueron vencidos a manos de Cd. Juárez y de los Halcones UV Xalapa respectivamente.
En el 2004 y 2005 se coronaron bicampeones de la Copa Independencia que es el torneo que se jugaba a media temporada en una sola sede durante una semana ya que para la temporada 2006 sus sistema de competición cambió.
El equipo tuvo su primera sede en el Gimnasio Municipal de Saltillo (localizado al oriente de la ciudad) desde su fundación hasta la temporada 2001, para la 2002 el equipo la cambió al recién terminado Gimnasio Nazario Ortiz Garza que se comenzó a construir en la década de los 70's y que por falta de recursos económicos no se terminó hasta mediados del 2002, esto provocó que la afición se acercara más al equipo ya que el inmueble se localiza en el centro de la ciudad, además de ser 4 veces más grande que el Gimnasio Municipal.

## Jugadores

### Roster actual
"Temporada 2008-2009"
- 4 Héctor Hugo Garza
- 6 Abraham Ramos "Rocawa"
- 7 Jesús Alberto Chávez
- 8 Dereck Lee Thomas
- 12 Luis Rosa Clemente
- 14 Luis Manuel González "Potro"
- 24 Marcus Allen Heard
- 25 Albert Burduitt
- 33 Christian Valdés

### Jugadores destacados
- Andrés Contreras Arellano.